# Mare de Déu del Roser de Gisclareny
Mare de Déu del Roser de Gisclareny o de Santa Maria és una obra del municipi de Gisclareny (Berguedà) inclosa en l'Inventari del Patrimoni Arquitectònic de Catalunya.

## Descripció
Església de tres naus separades per pilars de secció quadrada i coberta amb volta de creueria, la central i les laterals, de canó. L'interior conserva part de la decoració neoclàssica (enguixats, capitells policromats, cornisses, etc.). A llevant hi ha una petita sagristia flanquejada per dues capelles laterals i el campanar de secció quadrada s'alça a ponent, prop de la porta. La coberta exterior és a dues aigües amb teula àrab. El parament és de pedra irregular unida amb morter.

## Història
Situada dalt d'un petit turó que domina la vall del riu Saldes i tot el poble disseminat de Gisclareny, és documentada des del s. XIV com a església del castell de Gisclareny, car la parròquia era la veïna església de Sant Miquel de Turbians. La construcció medieval fou substituïda a finals del s. XVII o principis del XVIII per l'actual edifici barroc.